# Hugo Reinhart
Hugo Reinhart (* 13. Januar 1884 in Nikolai, Provinz Schlesien; † 20. Dezember 1952 in Berlin) war Chefredakteur der Zeitung Der Demokrat von 1948 bis 1952 und stellvertretender Chefredakteur sowie Chef vom Dienst von Neue Zeit.

## Biografie
Reinhart war der Sohn des evangelischen Breslauer Obertelegraphensekretärs Rudolf Reinhart. Von 1893 bis 1900 besuchte er das Elisabethgymnasium zu Breslau und anschließend das Friedrichsgymnasium in Frankfurt an der Oder, wo er 1903 das Abitur bestand. Er wollte ursprünglich Mathematik und Naturwissenschaften an der Universität Berlin studieren, wechselte jedoch nach einem Jahr zu Ostern 1904 zur Breslauer Universität, um sich nur noch den Naturwissenschaften zu widmen. Am 14. November 1906 unterzog er sich erfolgreich dem Examen rigorosum.    Er hielt im Rahmen des Promotionsverfahrens am 27. Februar 1907 in der Aula Leopoldina einen Vortrag zum Thema Die Beziehungen zwischen den Faunen der Polargebiete. Sein Doktorvater war der Zoologe und Forschungsreisende Wilhelm Kükenthal vom Zoologischen Institut der Universität Breslau, der die wissenschaftliche  Arbeit „Über den Bau einiger Nephthyiden“ zur Erlangung des akademischen Grades Dr. phil. betreute und unter dessen Leitung Reinhart die Untersuchungen an konservierten Objekten des Breslauer Zoologischen Museums durchgeführt hatte. Während seines Studiums besuchte er Vorlesungen anderer Disziplinen, darunter solche für Christliche Philosophie, die Matthias Baumgartner (1865–1933), damals Philosophieprofessor an der Universität Breslau, hielt.
Sein journalistischer Berufsweg begann bereits vorher in der Redaktion der Schlesischen Zeitung, eines an keine Partei gebundenen Blattes, jedoch „von betont christlicher Haltung“. Dieser Haltung war Reinhart nach Einschätzung von Georg Dertinger stets treu geblieben. Reinhart hatte im  Reichsverband der Deutschen Presse während der Weimarer Republik Vorstandsämter inne. Diese musste er 1933 nach der Machtergreifung der Nationalsozialisten niederlegen, da er nicht Mitglied in der NSDAP werden wollte.
Bereits nach dem Ersten Weltkrieg dichtete Hugo Reinhart:
- Der Hunger ist der beste Koch —
- Der Spruch kann wohl bestehen.
- Wer hungrig ist, der wird fürwahr
- Auch karge Kost nicht schmähen.
- Der Hunger ist ein schlechter Rat —
- Das magst Du auch bedenken!
- Die Sehnsucht, die der Magen hat,
- Soll nicht den Sinn Dir lenken.
- Gar mancher, dem der Köder winkt,
- Freut schon sich auf das Essen.
- Da wird er, eh’ er sich’s versieht,
- Vom andern selbst gefressen.
- Drum sollst Du vor der Mahlzeit Dir
- Den Bissen recht beschauen,
- Denn manchmal ist ein Haken dran —
- Den kannst Du nicht verdauen.[7]

Reinhart übernahm 1919 zusätzlich zu seiner Tätigkeit als Redakteur an der Tageszeitung in Breslau die Schriftleitung eines Heimatkalenders, der unter dem Titel „Schlesischer Heimatkalender für das Jahr 1920“ im Bergstadtverlag Wilhelm Gottlieb Korn erschien, in dessen Druckerei auch die Schlesische Zeitung hergestellt wurde. In dieser Zeit wohnte der Schriftleiter/Redakteur der Schlesischen Zeitung in der Hansastraße in Breslau und während des Zweiten Weltkrieges in der Fernstraße.
Reinhart trat im Januar 1946 in die CDU ein. Er wurde zunächst als stellvertretender Chefredakteur des CDU-Zentralorgans Neue Zeit in Berlin tätig und Anfang 1947 als Redakteur und Stellvertreter des Chefredakteurs an die CDU-Zeitung für Mecklenburg-Vorpommern, Der Demokrat,  Verlagsort Schwerin, berufen, die damals  eine von der sowjetischen Besatzungsmacht genehmigten Auflage in Höhe von 20 Tausend Exemplaren hatte. Zu jener Zeit war dort Arthur Janssen Chefredakteur, der gerade den aus politische Gründen abgelösten ersten Chefredakteur dieser CDU-Landeszeitung, Hans-Werner Gyßling, ersetzt hatte. Reinhart übernahm Ende 1947 zunächst vertretungsweise die Chefredaktion, die ihm dann 1948 voll übertragen wurde. Die Journalistin Barbara Faensen, geborene Altmann (1929–2000), erinnerte sich an ihre Volontärzeit in der Redaktion des Demokrat in Schwerin als Reinhart dort leitend wirkte und schätzte ihn als „alten und erfahrenen Chefredakteur von lauterem Charakater, strenger Arbeitsmoral und großer Begeisterungsfähigkeit“, der „seine recht junge Mannschaft förderte oder bremste, anregte oder kritisierte und feinfühlig seine umfassende Allgemeinbildung ohne Ironie und Dünkel weitergab.“ Zur „recht jungen Mannschaft“ zählte der damalige Feuilletonredakteur Hubert Faensen.
Reinhart wohnte in der heutigen Schweriner Alexandrinenstraße 33 (damals Karl-Marx-Straße). Im Juli 1952 erhielt Reinhart zusätzlich die Aufgabe, in der Redaktion  Neuen Zeit, Berlin, als Stellvertreter des Chefredakteurs und Chef vom Dienst unter Chefredakteur Alwin Schaper zu wirken. Der Schweriner Chefredakteur wurde im Sommer 1952 von der CDU-Parteileitung vorsorglich nach Berlin versetzt. Er hatte zuvor die „Kritik der SED-Presse an CDU-Funktionären im ‚Demokrat‘ als ‚unrichtig‘ und ‚undemokratisch‘ zurückgewiesen“.
Reinhart war Mitglied und Funktionär im Kulturbund und in der Gesellschaft für Deutsch-Sowjetische Freundschaft. Zudem  arbeitete er im so genannten Verband der Deutschen Presse mit.
Namens des Hauptvorstandes der Christlich-Demokratischen Union (Parteileitung) schrieb Georg Dertinger im Dezember 1952 – wenige Wochen vor seiner Verhaftung – den Nachruf zum Tode Reinharts, den er persönlich kannte und mit ihm gelegentlich zusammenarbeitete. Dertinger hob darin hervor, dass der im Alter von 68 Jahren Verstorbene sich für die  Überwindung der Spaltung Deutschlands einsetzte.
Der Tod hatte Reinhart mitten in der Arbeit an seinem Schreibtisch überrascht. Reinhart war verheiratet mit Charlotte Reinhart, geborene von Helmolt; beide hatten eine Tochter. Beerdigt wurde er in Berlin auf dem Friedhof Pankow III. Unter dem Trauergästen befanden sich  Otto Nuschke, Reinhold Lobedanz, Gerald Götting,  Werner Franke sowie die Vorsitzenden der Bezirksverbände der CDU von Schwerin und Rostock, Vertreter des Union Verlages Berlin und der Zeitungen Der Demokrat sowie Neue Zeit und des Verbandes der Deutschen Presse. Die  Predigt hielt der evangelische Pfarrer Rudolf Bauers (* 1907) von der Friedenskirche in Berlin-Niederschönhausen, der in seinen Worten des Gedenkens an Reinhart „die tiefe Menschlichkeit und das Gottvertrauen des Verewigten als seine wesentlichsten Charakterzüge“ hervorhob. Reinhart wohnte zuletzt am Herthaplatz 9 in Berlin-Pankow.